# Euchromia pallens
Euchromia pallens là một loài bướm đêm thuộc phân họ Arctiinae, họ Erebidae.